# 渡邊大祐
渡邊 大祐（わたなべ だいすけ、1989年〈平成元年〉3月2日 - ）は、フリーアナウンサー
元 岡山放送 (OHK) のアナウンサー。

## 来歴
香川県出身。高松高校、東京外国語大学外国語学部英語学科卒業。東京アナウンスセミナー(12期)出身。
大学を卒業後、2012年4月に岡山放送に入社。当初の配属先は報道制作局報道部で、取材や原稿書きなどの記者業務を主に担当していた。その一方でニュースキャスターを務めたり、番組コーナーの天気予報に出演することがあった。
2年目の秋に編成制作局アナウンス部へ異動。以後は情報番組への出演が主となる。
2022年3月に通算10年間在籍した岡山放送を退社することになった。
2024年8月にTCP Artistと業務提携を結ぶ。

## 担当番組

### 岡山放送時代の担当番組
- エブリのまち - MC兼リポーター（2013年10月 - 2014年11月）
- ミルンへカモン! なんしょん? - 土曜リポーター（2014年12月 - 2016年6月）[5]、平日MC（2016年7月 - 2020年3月18日 ）[5]
- サン讃かがわプラス - リポーター[6]
- OHKてれび時評[7]
- 第39回まつえレディースハーフマラソン（山陰中央テレビ、2018年） - 実況担当[8]
- FNN Live News days ローカルパート
- Live News イット! 土曜・日曜版ローカルパート